# 朱鷺展覽館
朱鷺展覽館（日语：／ toki messe */?，TOKI MESSE）是位於日本新潟市萬代島的複合型會展設施，為新潟會展中心（新潟コンベンションセンター）與萬代島大樓（万代島ビル）等2棟建築之合稱，2003年5月1日開業。名稱中的朱鷺為新潟縣縣鳥，「Messe」則是德語「貿易展」之意。
朱鷺展覽館集會議中心、旅館、展覽館、美術館、展望台等設施於一身。搭電梯登上31樓展望室可眺望日本海、佐渡島等360度全景，且展望室不需入場費。此外，新潟會展中心的展覽大廳可供體育比賽使用，為2007年bJ聯盟全明星籃球賽的主辦場地。

## 交通
在有展覽舉辦的時候（尤其是星期六、日與假日），週邊道路十分擁擠，停車場也會很混亂，建議儘量步行前往。

### 電車
- JR東日本：新潟站，下車後從萬代口搭乘計程車約5分鐘，或步行約20分鐘可達。

37°55′34″N 139°03′36″E / 37.926165°N 139.060004°E

## 外部連結
- 朱鷺メッセ：新潟コンベンションセンター （页面存档备份，存于）
- 新潟万代島ビルディング株式会社 （页面存档备份，存于）
- ホテル日航新潟 （页面存档备份，存于）
- Befcoばかうけ展望室 （页面存档备份，存于）
- 財団法人にいがた産業創造機構 （页面存档备份，存于）
- 新潟県立万代島美術館 （页面存档备份，存于）
- 佐渡汽船 （页面存档备份，存于）